# Corybas abditus
Corybas abditus är en orkidéart som beskrevs av David Lloyd Jones. Corybas abditus ingår i släktet Corybas, och familjen orkidéer.
Artens utbredningsområde är Western Australia. Inga underarter finns listade i Catalogue of Life.